# Chociebórz
Chociebórz (deutsch Koschpendorf) ist ein Dorf der Landgemeinde Kamiennik im Powiat Nyski in der Woiwodschaft Opole in Polen.

## Geographie

### Geographische Lage
Das Straßendorf Chociebórz liegt im Südwesten der historischen Region Oberschlesien im Grenzbereich zu Niederschlesien. Der Ort liegt etwa 20 Kilometer nordwestlich der Kreisstadt Nysa und etwa 70 Kilometer südwestlich der Woiwodschaftshauptstadt Opole. Ca. ein Kilometer westlich liegt die Grenze zur Woiwodschaft Niederschlesien.
Chociebórz liegt in der Przedgórze Sudeckie (Sudetenvorgebirge) innerhalb der Wzgórza Niemczańsko-Strzelińskie (Nimptsch-Strehlen-Höhen). Das Dorf liegt am Chociborski Potok (Koschpendorfer Wasser).

### Nachbarorte
Nachbarorte von Chociebórz sind im Norden Wilemowice (Schützendorf), im Nordosten der Gemeindesitz Kamiennik (Kamnig), im Südosten Goworowice (Gauers), im Südwesten Lipniki (Lindenau) sowie im Nordwesten Osina Wielka (Groß Nossen).

## Geschichte

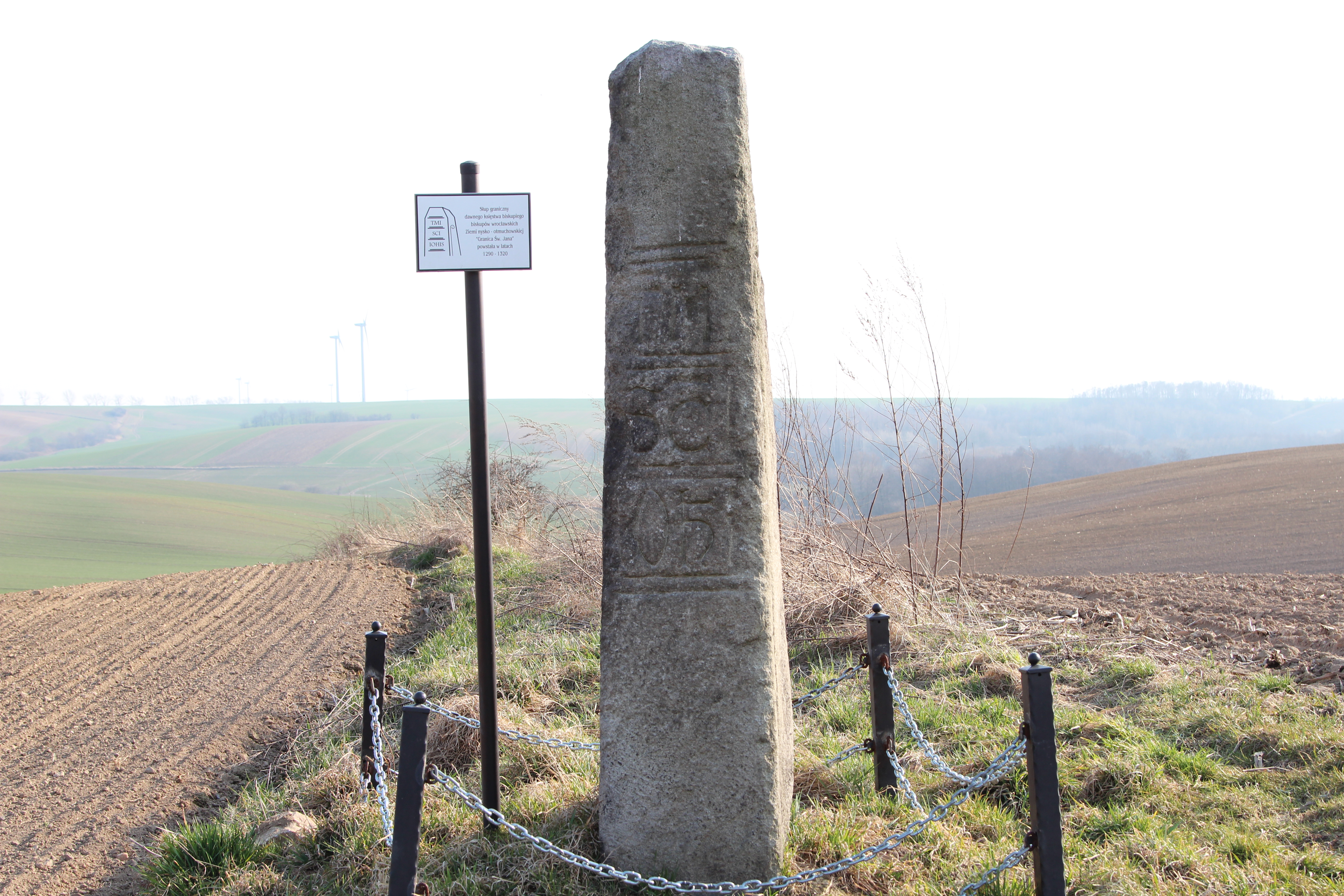
Grenzsäule

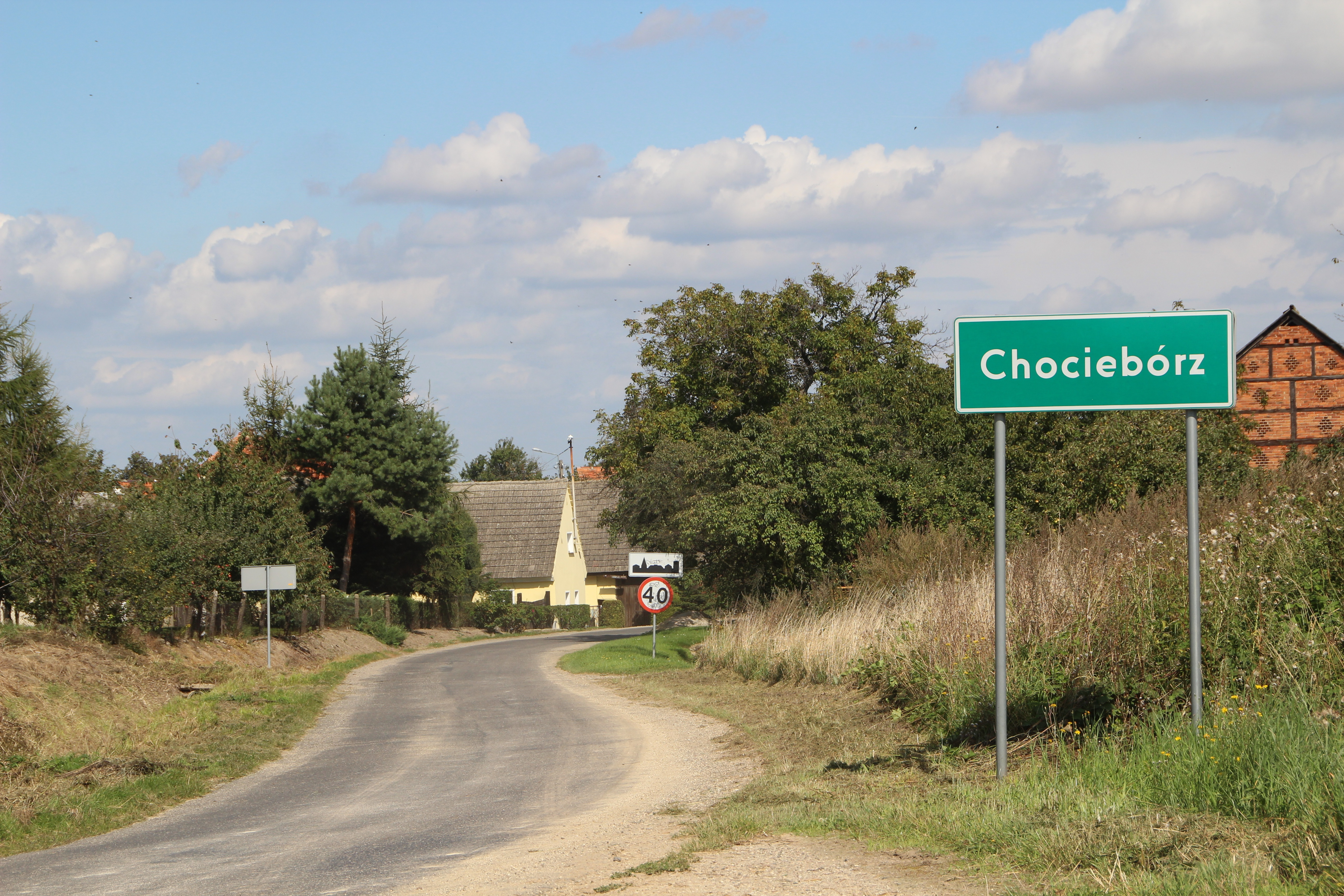
Ortsbild

In dem Werk Liber fundationis episcopatus Vratislaviensis aus den Jahren 1295–1305 wird der Ort erstmals als Cosseborzdorff erwähnt. Für das Jahr 1360 ist die Ortsbezeichnung Koschebor sowie 1369 Koschebordorf überliefert.
Nach dem Ersten Schlesischen Krieg 1742 fiel Koschpendorf mit dem größten Teil Schlesiens an Preußen.
Nach der Neuorganisation der Provinz Schlesien gehörte die Landgemeinde Koschpendorf ab 1816 zum Landkreis Grottkau im Regierungsbezirk Oppeln. 1845 bestanden im Dorf ein Schloss, ein Vorwerk, eine Brauerei, eine Schankwirtschaft sowie 34 weitere Häuser. Im gleichen Jahr lebten in Koschpendorf  243 Menschen, davon sieben evangelisch. 1855 lebten 314 Menschen in Koschpendorf. 1865 bestanden im Ort 26 Gärtner- und fünf Häuslerstellen sowie eine Mühle. Eingeschult und eingepfarrt waren die Bewohner nach Lindenau. 1874 wurde der Amtsbezirk Lindenau gegründet, welcher aus den Landgemeinden Koschpendorf und Lindenau und dem Gutsbezirk Koschpendorf bestand Erster Amtsvorsteher war der Rittergutsbesitzer von Debschitz in Koschpendorf. 1885 zählte Koschpendorf 177 Einwohner.
1933 lebten in Koschpendorf 259 sowie 1939 258 Menschen. Kriegsende 1945 gehörte der Ort zum Landkreis Grottkau.
Als Folge des Zweiten Weltkriegs fiel Koschpendorf 1945 wie der größte Teil Schlesiens unter polnische Verwaltung. Nachfolgend wurde es in Chociebórz umbenannt und der Woiwodschaft Schlesien angeschlossen. Die deutsche Bevölkerung wurde weitgehend vertrieben. 1950 wurde es der Woiwodschaft Oppeln eingegliedert. 1999 kam der Ort zum wiedergegründeten Powiat Nyski.

## Sehenswürdigkeiten
- Grenzsäule aus dem 13. Jahrhundert
- Sühnekreuz
- Hölzerne Wegekapelle